# Patornay
Patornay és un municipi francès situat al departament del Jura i a la regió de Borgonya - Franc Comtat. L'any 2007 tenia 140 habitants.

## Demografia

### Població
El 2007 la població de fet de Patornay era de 140 persones. Hi havia 64 famílies de les quals 20 eren unipersonals (16 homes vivint sols i 4 dones vivint soles), 28 parelles sense fills i 16 parelles amb fills.
La població ha evolucionat segons el següent gràfic:
Habitants censats

### Habitatges
El 2007 hi havia 86 habitatges, 64 eren l'habitatge principal de la família, 10 eren segones residències i 12 estaven desocupats. 63 eren cases i 23 eren apartaments. Dels 64 habitatges principals, 46 estaven ocupats pels seus propietaris i 18 estaven llogats i ocupats pels llogaters; 5 tenien dues cambres, 6 en tenien tres, 17 en tenien quatre i 36 en tenien cinc o més. 44 habitatges disposaven pel capbaix d'una plaça de pàrquing. A 33 habitatges hi havia un automòbil i a 22 n'hi havia dos o més.

### Piràmide de població
La piràmide de població per edats i sexe el 2009 era:
| Homes | Edats   | Dones |
| ----- | ------- | ----- |
| 0     | 95 o +  | 0     |
| 0     | 90 a 94 | 0     |
| 12    | 85 a 89 | 0     |
| 0     | 80 a 84 | 8     |
| 0     | 75 a 79 | 12    |
| 4     | 70 a 74 | 4     |
| 8     | 65 a 69 | 0     |
| 8     | 60 a 64 | 12    |
| 8     | 55 a 59 | 8     |
| 8     | 50 a 54 | 8     |
| 0     | 45 a 49 | 4     |
| 0     | 40 a 44 | 0     |
| 4     | 35 a 39 | 0     |
| 16    | 30 a 34 | 4     |
| 12    | 25 a 29 | 4     |
| 4     | 20 a 24 | 4     |
| 0     | 15 a 19 | 4     |
| 0     | 10 a 14 | 8     |
| 0     | 5 a 9   | 0     |
| 0     | 0 a 4   | 8     |

## Economia
El 2007 la població en edat de treballar era de 76 persones, 60 eren actives i 16 eren inactives. De les 60 persones actives 52 estaven ocupades (33 homes i 19 dones) i 8 estaven aturades (3 homes i 5 dones). De les 16 persones inactives 7 estaven jubilades, 2 estaven estudiant i 7 estaven classificades com a «altres inactius».

### Ingressos
El 2009 a Patornay hi havia 64 unitats fiscals que integraven 148,5 persones, la mediana anual d'ingressos fiscals per persona era de 15.552 €.

### Activitats econòmiques
Dels 18 establiments que hi havia el 2007, 1 era d'una empresa extractiva, 1 d'una empresa alimentària, 5 d'empreses de fabricació d'altres productes industrials, 3 d'empreses de construcció, 2 d'empreses de comerç i reparació d'automòbils, 2 d'empreses d'hostatgeria i restauració, 2 d'empreses financeres, 1 d'una empresa immobiliària i 1 d'una empresa classificada com a «altres activitats de serveis».
Dels 3 establiments de servei als particulars que hi havia el 2009, 1 era un guixaire pintor, 1 fusteria i 1 restaurant.

## Poblacions més properes
El següent diagrama mostra les poblacions més properes.